# Уговор о забрани нуклеарног оружја
Уговор о прохибицији нуклеарних оружја (енгл. Treaty on the Prohibition of Nuclear Weapons) или Уговор о забрани нуклеарног оружја (енгл. Nuclear Weapon Ban Treaty) први је правно обавезујући међународни уговор којим се свеобухватно забрањује нуклеарно оружје, што води према потпуној елиминацији.
Према мандату усвојеном од Генералне скупштине УН децембра 2016, преговори о уговору су почели у Уједињеним нацијама марта 2017. и наставили се од 15. јуна до 7. јула 2017. године. На гласању земаља чланица о тексту уговора, 122 су биле за, 1 против (Холандија) и 1 уздржана (Сингапур); 69 није учествовало. Ниједна од земаља са нуклеарним оружјем и ниједна чланица НАТО-а (осим Холандије) није учествовала.
Усвојен је 7. јула, а потписан 20. септембра 2017. године.